# 髙橋美清
髙橋 美清（たかはし びせい、1964年12月21日 - ）は、群馬県伊勢崎市の天台宗僧侶、元フリーアナウンサー。アナウンサー時代の活動名義は高橋 しげみ（たかはし しげみ）。

## 来歴

### アナウンサー時代
モデルとして活動した後、群馬テレビの県政番組のレポーターとなる。その後、司会業へ。日本テレビ放送網の「おはよう天気」キャスターを経て、1989年（平成元年）、前橋競輪場で競輪中継を担当。その後全国各地開催でされる競輪のテレビ中継のメインキャスターとして活動。大学、短期大学、専門学校の非常勤講師やミオ・クォーレ・フィニッシングアカデミーの講師（代表者）としても活動していた。
2011年8月に天台宗にて得度。法名は美清（びせい）。
2014年キングレコードから北原 朱夏（きたはら しゅか）として、「波に抱かれて」で歌手デビュー。

### ストーカー・中傷被害
番組で共演した男からストーカー被害を受け、2015年に男はストーカー規制法違反の疑いで逮捕されたが、逮捕から1か月後に男が事故死し、この事件をきっかけに脅迫や誹謗中傷が相次ぎ、アナウンサーの職も失った。この時、加害者を特定し面会をしたが、加害者らが謝罪より先に弁明を述べ、この問題の深刻さを痛感したという。
以降、中傷被害に苦しんだ自身の体験を伝え、大泉町の「SNS等被害者支援ネットワーク会議」の一員となり、2020年には伊勢崎市に天台宗の新寺「天台宗 照諦山 心月院 尋清寺」を建立した。

## 著書
- 高橋しげみの食べて歩いた競輪の街（2004年8月、上毛新聞出版局、ISBN 978-4880588995）
- 尼僧・美清のしあわせの「○」（2018年11月、山中企画、ISBN 978-4434252983）

## ディスコグラフィ
北原朱夏名義
- 波に抱かれて／待ちぼうけの風景〜冬がれの長い道〜(CD/キングレコード)